# Torrent del Girbau

El Torrent del Girbau, respecte del terme de Granera

El torrent del Girbau és un torrent del terme municipal de Granera, a la comarca del Moianès.
Aquest torrent està situat a l'extrem nord-oest del terme municipal, al nord de la masia del Coll i a migdia de les dues masies del Girbau: el Girbau de Baix i el Girbau de Dalt. Es forma en el vessant nord-oest del Collet de Llebre, al nord del Serrat de les Forques, des d'on davalla cap al nord per, després, decantar-se cap al nord-oest, Deixa a la dreta, llevant, el Padró i el Serrat del Pedró, i discorre en una vall finda encaixada per la Serra de Granera, al nord-est, i la Carena de Caldat, al sud-oest. Deixa enrere, també al nord-est, les dues masies del Girbau, i ressegueix tot el límit nord de la Baga de Caldat, al nord-oest de la qual s'aboca en el torrent de Caldat.